# زعتر أبيض الشعر
الزعتر أبيض الشعر (باللاتينية: Thymus leucotrichus) نوع نباتي ينتمي إلى جنس الزعتر من الفصيلة الشفوية.

## الموئل والانتشار
موطنه بلاد الشام وتركيا وبلغاريا واليونان.

## مرادفات للاسم العلمي
- (باللاتينية: Thymus leucotrichus var. austroanatolicus Jalas		)
- (باللاتينية: Thymus leucotrichus subsp. leucotrichus )